# Ojstro, Laško
Ojstro je naselje v Občini Laško